# Чхатак – Чхатацький цементний завод
Чхатак – Чхатацький цементний завод – перший газопровід в історії Бангадеш. 
У 1960 році в Східному Пакистані (який після 1971-го стане незалежною країною Бангладеш) почалась розробка першого газового родовища Чхатак. Видачу його продукції організували до Чхатацького цементного заводу, для чого спорудили трубопровід довжиною 19 км та діаметром 100 мм. Обсяг добових поставок при цьому складав біля 110 тис м3. В 1985-му через обводнення видобуток на Чхатаку призупинили.
У першій половині 2000-х відновити розробку спробувала канадська компанія Niko Resources, яка встигла облаштувати установку підготовки та новий газопровід довжиною 16 км та діаметром 400 мм, які могли обслуговувати видобуток на рівні 1,4 млн м3 на добу. Проте у січні та червні 2005-го під час проведення бурових робіт на Чхатаку сталось дві аварії, які супроводжувались тривалими пожежами. Станом на кінець 2010-х нових спроб відновити видобуток не здійснювалось.
Втім, район Чхатаку не залишився без блакитного палива внаслідок призупинення розробки місцевого родовища. Природний газ надходить сюди по трубопроводу від родовища Кайлаштіла, який має дві ділянки – до Кучай довжиної 13 км та діаметром 200 мм (пропускна здатність 1,75 млн м3 на добу) та від Кучай до Чхатак довжиною 39 км та діаметром 150 мм (1 млн м3 на добу). Цей трубопровід розрахований на робочий тиск у 6,8 МПа).